# Ronald George Wreyford Norrish
Ronald George Wreyford Norrish (Cambridge, Anglaterra 1897 - íd. 1978) fou un químic i professor universitari anglès guardonat amb el Premi Nobel de Química l'any 1967.

## Biografia
Va néixer el 9 de novembre de 1897 a la ciutat de Cambridge, situada al comtat de Cambridgeshire. Va estudiar química a la Universitat de Cambridge, on es va doctorar el 1925. El 1930 fou nomenat professor de química a la mateixa universitat, de la qual va esdevenir catedràtic l'any 1935, càrrec que va ocupar fins a la seva jubilació el 1963.
Membre de la Royal Society de Londres des de 1936, va morir el 7 de juny de 1978 a la seva residència de Cambridge.

## Recerca científica
Inicià la seva recerca científica al voltant de la fotoquímica i la cinètica química, realitzant estudis conjunts amb George Porter, i concretament en les comunicacions ultrasòniques i les reaccions químiques ràpides, la fabricació d'acumuladors d'energia elèctrica per a automòbils i l'estructura molecular de certs plàstics.
L'any 1967 fou guardonat, juntament amb el seu col·laborador Porter i l'alemany Manfred Eigen, amb el Premi Nobel de Química per les seves investigacions sobre les reaccions químiques ràpides, causades per destrucció de l'equilibri químic probocat per un ràpid impuls energètic.